# Porphyrinia emir
Porphyrinia emir är en fjärilsart som beskrevs av Charles Oberthür. Porphyrinia emir ingår i släktet Porphyrinia och familjen nattflyn. Inga underarter finns listade i Catalogue of Life.